# Sprechbrief

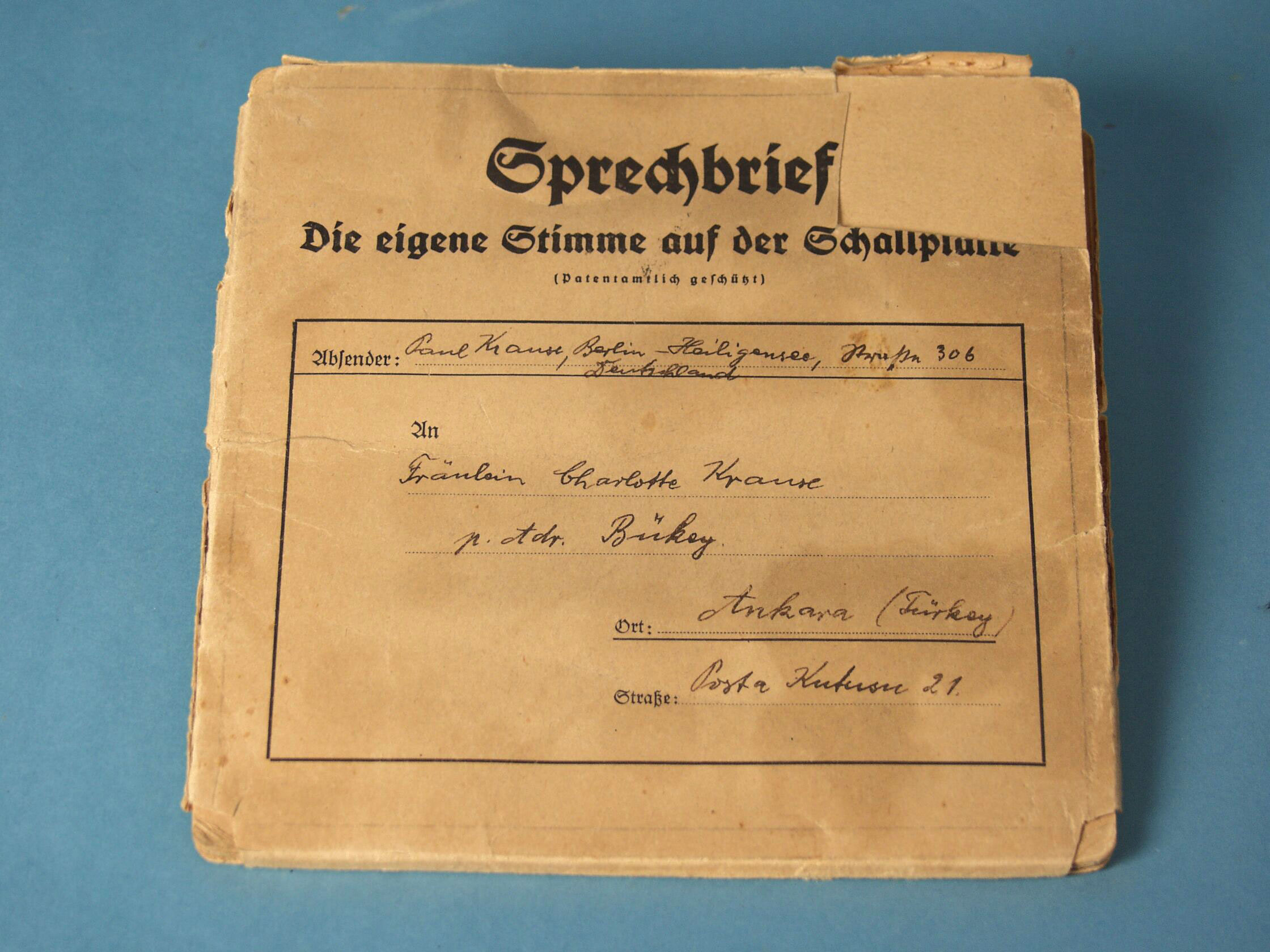
Sprechbrief der Eltern in Berlin an die Tochter in Ankara 1938

Unter dem Sprechbrief versteht man eine Schallplatte, auf die mittels eines Mikrofons eine Grußbotschaft aufgesprochen und vom Empfänger auf einem Grammophon abgehört werden konnte. Der Sprechbrief war in der Regel eine Minute lang, enthielt zwischen 130 und 140 Wörter und galt in den 1930er Jahren als gängige, wenn auch teure Alternative zu Telegramm und Postkarte. Im Kriegszusammenhang der frühen 1940er Jahre hieß er Sprechender Feldpostbrief. Der international gebräuchliche Begriff ist die Fonopost.

## Geschichte
Ein Vorläufer des Sprechbriefs war das Post-Phonogramm des amerikanischen Erfinders Thomas Alva Edison. Im Jahr 1877 besprach Edison zwei seiner Folienwalzen (Edisonwalzen) – die eine mit einem Gruß an seinen Geschäftspartner in London, die andere mit einer Werbenachricht an das englische Publikum. Auf der Berliner Funkausstellung 1931 stellte der deutsche Elektrokonzern AEG einen Sprechbriefautomaten vor, bei dem nach Einwurf einer Münze eine Schallplatte besprochen und anschließend als „sprechender Brief“ per Post versandt werden konnte. Dies war technisch möglich geworden, weil in der Zeit Heimgeräte zur Aufnahme von Schallplatten auf den Markt kamen und den Kunden erstmals die Möglichkeit boten, selbst Töne aufzunehmen. Allerdings waren diese bis zum Jahr 1935 auch in kompakter Form hergestellten Tonfolienschneider für den Privathaushalt mit rund 1.000 RM zu teuer und setzten sich nicht durch.

### Erster Sprechbrief der Reichspost
Anfang August 1938 führte die Reichspost in Zusammenarbeit mit dem Hersteller von Unterhaltungselektrik C. Lorenz den Sprechbrief als postalischen Nachrichtenträger offiziell ein. In den technischen Hausmitteilungen, den „Lorenz-Berichten“, vom Dezember 1938 wird das Verfahren beschrieben:

„Der Kunde begibt sich in eine schalldichte Zelle und bespricht hier über das dynamische Lorenz-Tauchspulenmikrofon die Platte, in die der Plattenschneider den Text einschneidet. In einer besonderen Zelle kann er dann den besprochenen Text […] abhören. Dabei bleibt das Briefgeheimnis gewahrt, da weder beim Besprechen noch beim Abhören der Platten ein Außenstehender mithören kann. Sofort nach der Besprechung ist die Platte versandfertig.“

Das Postamt 1 in Berlin-Charlottenburg stellte die erste Sprechbrief-Box auf. Dieser Post-Dienst fand vor allem Interessenten, die Sprechbriefe nach Übersee verschickten. Die Aufnahme geschah technisch auf einer Metallophon- oder Decelithplatte; der finale Tonträger wies laut Lorenz eine besondere Unempfindlichkeit gegen Witterungseinflüsse auf und sei „daher auch tropenfest“.
Ein Brief von vier Minuten Dauer (doppelseitige Aufnahme der Platte) kostete 3,75 RM (entspricht heute etwa 20 EUR).
Anlässlich der offiziellen Eröffnung des neuen Dienstes wurde am 30. November 1938 im Rundfunk der Hörbericht „Sprich mir einen Brief!“ ausgestrahlt.

### Typischer Inhalt eines Sprechbriefs
Der oben abgebildete Umschlag enthält eine Schallplatte mit der Aufschrift: „Zur Erinnerung an den Dezember 1938 bzw. an Mutter und Vater 8.12.1938“. Der auf die Schallplatte aufgesprochene Text lautet:

„Stimme des Vaters: ‚Zur Abwechslung mal mündlich, liebe Lotte. Deine Lebenszeichen sind uns, das sei immer wieder betont, Lichtblicke in unserer Abendsonne. In den bevorstehenden Tagen der Ruhe weilen unsere Gedanken besonders oft bei dir, zumal man bei Kurts Zustand unmittelbare Befürchtungen wohl kaum noch zu haben braucht. Auch über dein körperliches Wohlbefinden sind wir recht erfreut; trotzdem ist bei dir wohl kaum türkisches Damenformat zu befürchten. Und nun kommt Mutter …‘

Stimme der Mutter: ‚Nun ich, liebe Lotte. Was sag ich auch, recht was Gescheites. Wenn wir nach fünfzig Jahren wieder auferstehen, brauchen wir nur ein Ferngespräch herstellen und dann Dauergespräche nach aller Welt führen. Na, schreiben wir uns erst noch mal noch zwanzig Jahre und möchten wir die in einigermaßen Gesundheit mit unseren sechs Trabanten zu erleben. In diesem Sinne herzlichst Mutter.‘“

Geräusche und Stimmen im Hintergrund beschließen die Aufnahme.
Bei der Schallplatte handelt es sich um eine Silberschneidefolie mit der Aufschrift „unzerbrechlich und tropenfest“.

### Der Sprechbrief als Tonvariante der Feldpost

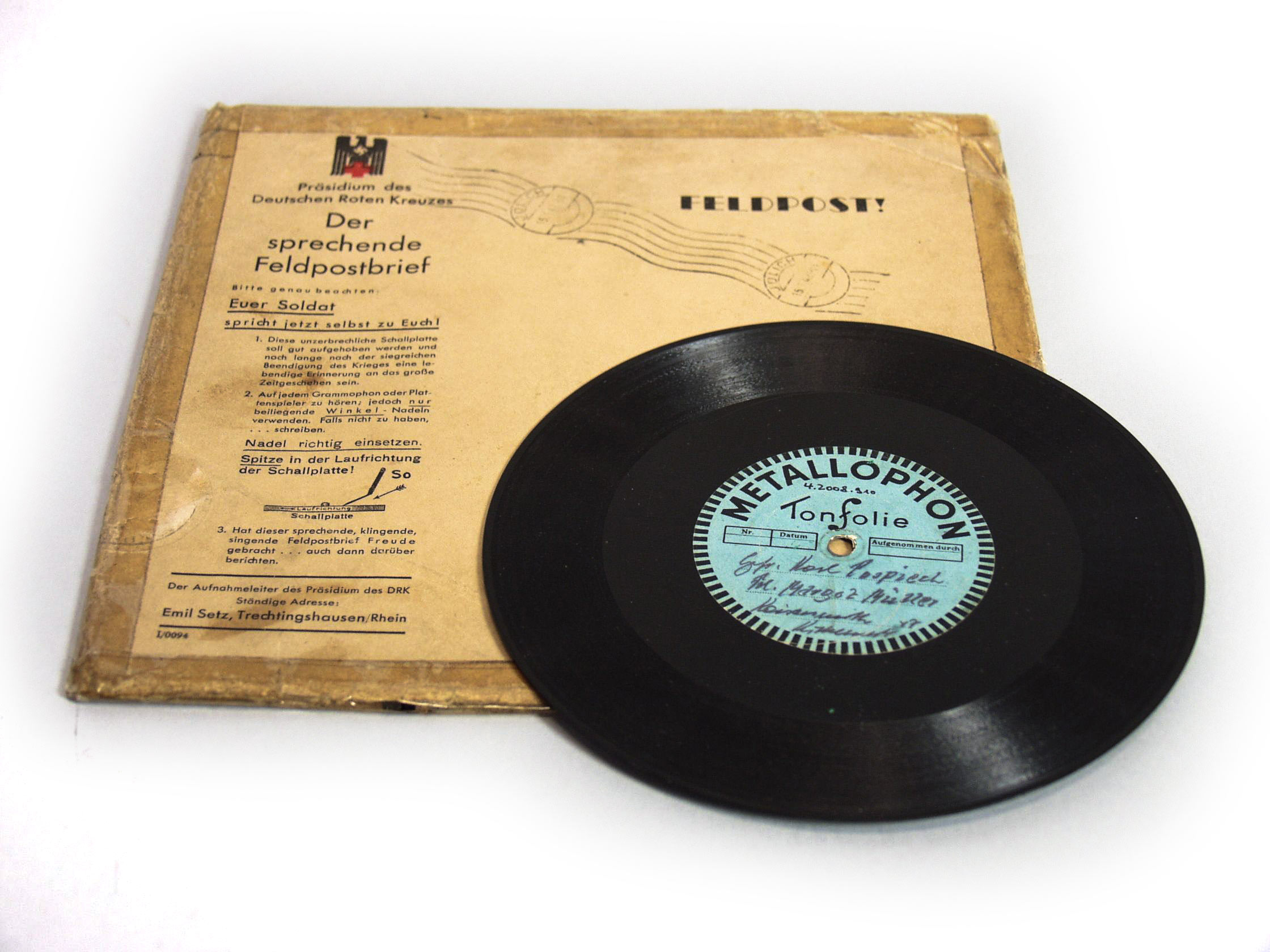
Der sprechende Feldpostbrief (ca. 1941, DRK)

Der Sprechbrief im Zweiten Weltkrieg war in der Regel länger, bis zu ca. 5 Minuten. Er spielte da eine, wenn auch nicht wichtige Rolle, unter anderem als Instrument der Propagandakompanien, die sich „tönende Kompaniearchive“ mit aufgesprochenen Tapferkeits- und Erfolgsgeschichten vorstellten, zu denen es jedoch nie kam. Auch das Deutsche Rote Kreuz DRK bediente sich der Sprechbriefe – wegen ihrer Ähnlichkeit zur geschriebenen Feldpost meist „Sprechende Feldpost“ genannt. Diese Aufnahmen tragen einen stärker persönlichen Charakter. Außer einigen, meist vor Weihnachten von Soldaten an die zuhause gebliebenen Angehörigen verschickten Exemplaren sind nur wenige Sprechbriefe erhalten. Das größte Konvolut befindet sich im Deutschen Rundfunkarchiv. Hier der Erschließungstext eines typischen Sprechbriefs des DRK:

„(Räuspern) Seichte Unterhaltungsmusik, darüber (O-Ton) Diether Hertel, Stoßtruppführer : „Meine Lieben! Eben habe ich, es war seit langem ein herrlicher Sonnentag, ein Stoßtruppunternehmen durchgeführt. Die Stoßtrupps haben sich herrlich vorgearbeitet“ / Kummer bereitete mir der rechte Stoßtrupp, daher löste ich das Sperrfeuer der schweren Waffen aus / „Es lag (!) phantastisch gut, Granaten (?) flogen, die russischen Bunker landen in der Luft, die ersten Gefangenen taumeln zurück, zum Teil verwundet“ / Es war ein Erfolg, wie ich ihn von meinen Männern erwartet habe, „denn trotz allem, was sie hinter sich haben, sind es doch anständige Kerle“ / Leider habe ich auch einen Toten / Jetzt ist alles vorbei und wir feiern den Erfolg / Ich bin stolz auf meine [Be]währungskompanie / Ich bin leicht blau /“

### Fonopost und spätere Sprechbriefvarianten

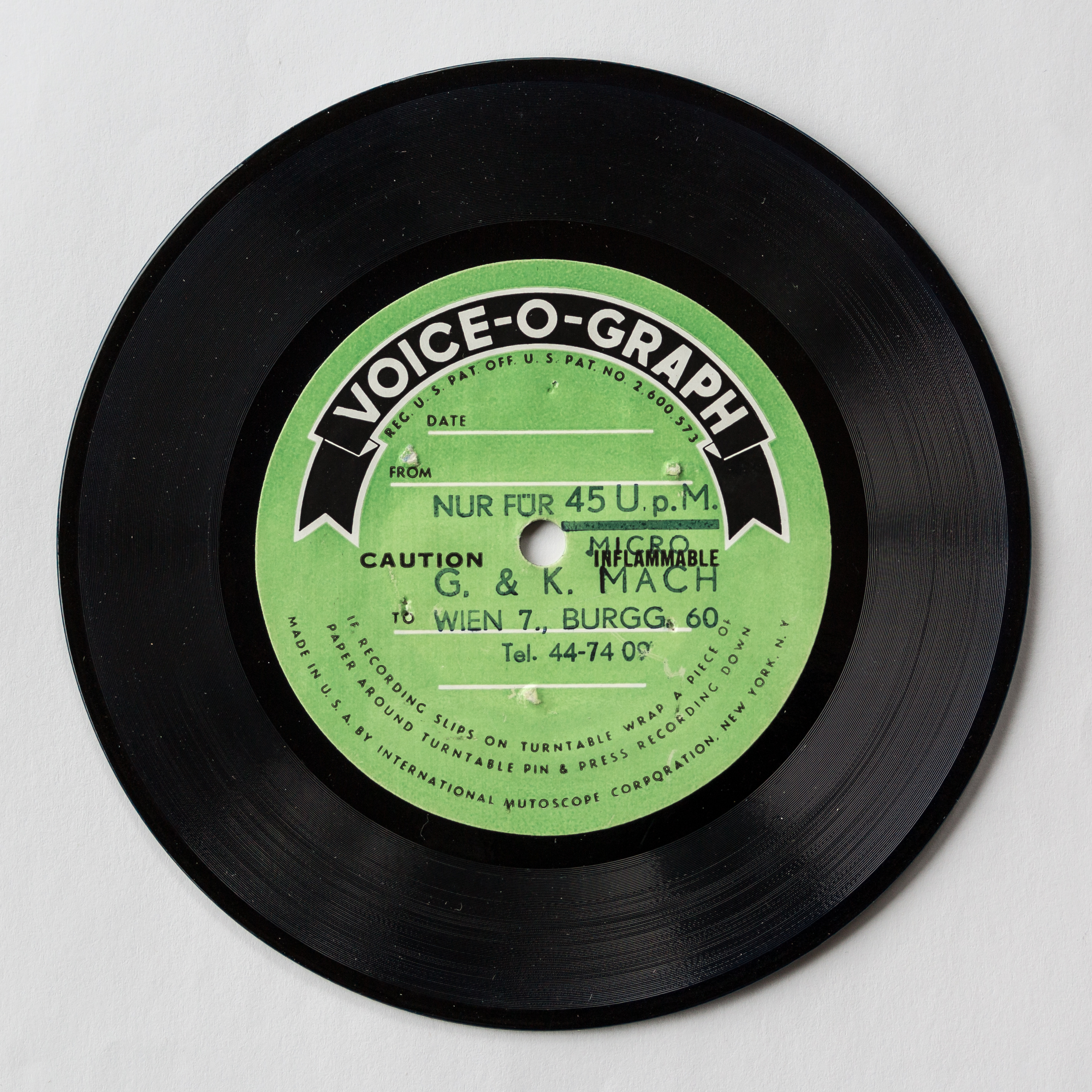
Sprechender Brief aus Österreich

Als „Fonopost“ war der Sprechbrief unter anderem in Südamerika (Argentinien), aber auch den Niederlanden und in Japan bekannt. Die New York Times berichtete 1939 in ihrer Philatelie-Rubrik über drei von der argentinischen Post angekündigte Briefmarken, genannt „fono-post stamps“ im Wert von 4, 5 und 6 Pesos, die die Kosten für das Aufnehmen und Verschicken „flexibler Phonographen-Schallplatten“ decken sollten:

„Der Plan besteht darin, dass man in den Postämtern Aufnahmemaschinen aufstellt, wo die Kunden dann hineinsprechen können, die notwendigen Briefmarken bezahlen und dafür ihre Nachrichten versandt bekommen.“

In den 1970er Jahren erlebte die selbst aufgesprochene Privatnachricht eine kurze Renaissance in Form des Cassetten-Briefs. Das Aufnahmemedium dafür war die Compact Cassette.
Der Sprechbrief ist nicht zu verwechseln mit dem Spruchbrief, dem offiziellen Urteilsschreiben eines Richters an einen privaten Empfänger. In Wörterbüchern vor 1900 ist „Sprechbrief“ manchmal zu finden, stets mit Verweis auf „Spruchbrief“.